# Žitomir (Sveti Ivan Zelina)
Žitomir je naseljeno mjesto u Republici Hrvatskoj u sastavu Grada Svetog Ivana Zeline u Zagrebačkoj županiji. 

## Zemljopis
Administrativno je u sastavu grada Svetog Ivana Zeline. Naselje se proteže na površini od 4,09 km². 

## Stanovništvo
Prema popisu stanovništva iz 2001. godine u Žitomiru živi 191 stanovnik i to u 58 kućanstava. Gustoća naseljenosti iznosi 46,70 st./km².
| broj stanovnika | 182   | 246   | 295   | 255   | 318   | 373   | 380   | 441   | 377   | 370   | 333   | 289   | 236   | 208   | 191   | 193   | 158   |
|                 | 1857. | 1869. | 1880. | 1890. | 1900. | 1910. | 1921. | 1931. | 1948. | 1953. | 1961. | 1971. | 1981. | 1991. | 2001. | 2011. | 2021. |

## Znamenitosti
- Kurija Fodroci, zaštićeno kulturno dobro